# Мео (Фиренца)
Мео је насеље у Италији у округу Фиренца, региону Тоскана.
Према процени из 2011. у насељу је живело 7 становника. Насеље се налази на надморској висини од 656 м.